# Kızılcaağaç, Bayındır
Kızılcaağaç là một xã thuộc huyện Bayındır, tỉnh İzmir, Thổ Nhĩ Kỳ. Dân số thời điểm năm 2010 là 316 người.